# Gedved Seminarium
Gedved Seminarium virkede som lærerseminarium i årene 1862–1986. Fra 1984 har der været pædagogseminarium. Bygningerne består, men de organisatoriske forhold er ændrede, idet pædagoguddannelsen 1. januar 2004 fusionerede med Vitus Bering Danmark og dernæst den 1. januar 2008 med VIA University College. Fra 2011 afhændedes bygningerne til andet formål. De har i årenes løb været hjemsted for forskellige uddannelser: 

## Uddannelser på Gedved Seminarium
- 1854–1882 Gedved Højskole (her påbegyndtes læreruddannelsen)
- 1862-1986 Gedved Lærerseminarium
- 1967–2011 Kursus til hf
- 1984–2011 Pædagoguddannelse (flyttes til Horsens sommeren 2011)
- 1986–1996 Socialpædagogisk højskole (flyttede til Århus)
- 1997–2011 PGU (pædagogisk grunduddannelse)
- 2011— Efterskole med håndværkerlinje, musik og design (normeret til 150 elever)

## Gedved Seminariums ledelse
- 1854–1859 Højskolen opstod som aktieselskab af lokale bønder; detaljer om ledelsen foreligger ikke
- 1859–1896 Peter Bojsen overtog ledelsen i 1859 og købte højskolen i 1861
- 1896–1912 Martin Kristensen (1842–1931) medforstander og medforpagter
- 1896-1934 Jens Byskov (1867–1955) medforstander til 1912, medforpagter 1896–1903, seminarieejer og forstander 1903–1934
- 1934–1951 Tage Byskov (1902–1951), søn af Jens Byskov, seminarieejer, døde af hjernesvulst
- 1951–1952 forstanderstillingen var ubesat fra januar 1951 til 1. august 1952
- 1952–1977 forstander, tidl. valgmenighedspræst, cand.mag. Hans Christian Høyer-Nielsen (1911-1983). I 1952 blev seminariet en selvejende institution frem til 1961
- 1977–1990 Niels Holck (1929– ), orlov fra 1988
- 1988–1993 Karin Lindstrøm (ansat 1985) og Ejvind Post (1940– ) (ansat 1973–2005) var konstituerede ledere
- 1993–2005 Ejvind Post var leder af hf-kurset. Han efterfulgtes af Bjarne Thaarup
- 1993–2009 Karin Lindstrøm (født 1946) studierektor
- Ledelsen har i nyere tid endvidere omfattet: Jens Norup Simonsen prorektor (ansat 2003), Esben Hulgård uddannelseschef for pædagoguddannelsen (ansat 1989), Eva Bach uddannelseschef for PGU (ansat 1995), Keld Lassen økonomichef for Vitus Bering Danmark (ansat 1999), Mette Lyager udviklingschef (ansat 2004), Jonna Albertsen efteruddannelseschef (ansat 1999-2005) blev efterfulgt af Birte Nielsen (ansat 2000)

## Kendte lærere
- 1866–1872 Niels Thomsen
- 1870-1871 N.K. Madsen-Stensgaard
- 1899–1903 Hemming Skat Rørdam

## Kendte elever
- 1870 Ingvard Jensen: lærereksamen; politiker
- 1877 Jens Christian Christensen: lærereksamen; statsminister
- 1877 Søren Larsen Meldgaard: afbrudt læreruddannelse efter første del; sløjdskoleforstander
- 1958 Ragnhild Bach Ølgaard (født 1936): lærereksamen; børnebogsforfatterinde
- 1965 Kjeld Nyhuus Christensen: lærereksamen; borgmester
- 1967 Heinz Hildebrandt: lærereksamen; fodboldmålmand
- 1973 Ole Sohn: hf-eksamen; forfatter og politiker (SF)
- 1979 Bjarne Nielsen Brovst: lærereksamen; forfatter og højskolemand